# Tomorrow (Annie)
Tomorrow è il brano portante della colonna sonora del film Annie e prima ancora dell'omonimo musical, intitolato Domani nella versione italiana. Fu scritta da Charles Strouse (per la musica) e Martin Charnin (per il testo).
Il rapper e produttore italiano Bassi Maestro ha campionato parte della versione italiana del brano Tomorrow per la canzone Tieni duro! del rapper Mondo Marcio.

## Altre cover (lista parziale)
- Cissy Houston
- Lou Rawls
- Santo & Johnny (strumentale)
- Johnny Matis
- Grace Jones
- Barbra Streisand
- Ornella Vanoni (Domani)
- Jodi Benson
- Herb Alpert and the Tijuana Brass (strumentale)
- Lea Salonga
- Dori Ghezzi (Domani)
- Aileen Quinn
- Ilaria Stagni (Domani)
- Nikka Costa
- Elaine Paige
- Alvin and the Chipmunks
- Arianna (Domani)
- Amy Diamond
- Connie Talbot